# Freddy Kempf
Pour les articles homonymes, voir Kempf.
Freddy Kempf est un pianiste britannique, né en 1977 à Londres d'un père allemand et d'une mère japonaise. Il a longtemps habité à Londres, et étudié à l'Académie royale de Musique (Royal academy of Music), mais il vit aujourd'hui à Berlin.

## Biographie
Ayant commencé le piano à quatre ans, Kempf a très vite attiré l'attention des amateurs de concert britanniques quand, quatre ans plus tard, il a joué le Concerto pour piano no 12, K. 414 de Mozart, avec le Royal Philharmonic Orchestra au Royal Festival Hall. L'enfant virtuose fut peu après invité en Allemagne pour recommencer cette performance. En 1987, il remporta la première National Mozart Competition en Angleterre et, en 1992, fut désigné par la BBC comme le jeune musicien de l'année pour sa prestation de la Rhapsodie sur un thème de Paganini de Rachmaninov. 
Un retour des choses a permis à la carrière de Kempf devenu adulte de bénéficier paradoxalement de son échec au Concours international Tchaïkovski à Moscou de 1998, où le premier prix de la section de piano avait été attribué à Denis Matsuev. Il semble que certains juges auraient voulu attribuer le premier prix en même temps à Matsuev et Kempf et qu'ils avaient réussi à négocier avec le Ministère russe de la culture pour un financement supplémentaire. Au bout du compte, toutefois, Kempf ne recueillit que le troisième prix, ce qui provoqua une avalanche de protestations indignées dans le public et dans la presse russe, qui accusèrent de partialité certains des juges (surtout à l'égard des candidats qui se trouvaient être également leurs anciens élèves). 
En avril 1999, Kempf revint à Moscou pour une série d'émissions de télévision et de concerts à guichets fermés. Sa popularité a été comparée à celle qu'avait obtenue le pianiste américain Van Cliburn qui, pour un résultat différent, avait remporté en 1958 la compétition inaugurale. 
Kempf a continué, jouant en solo, en musique de chambre, ou en concert, en Europe, dans les deux Amériques, en Asie orientale et en Australie, et il a enregistré des disques de récitals de Bach, Beethoven, Chopin, Liszt, Prokofiev, Rachmaninov et Schumann. Il a été élu meilleur jeune exécutant britannique de musique classique dans le Classical BRIT Awards de 2001.
En mars 2006 a paru son premier CD avec des œuvres de Bach.